# Lemairegisa marcella
Lemairegisa marcella är en fjärilsart som beskrevs av William Schaus 1911. Lemairegisa marcella ingår i släktet Lemairegisa och familjen tandspinnare. Inga underarter finns listade i Catalogue of Life.